# Split-Training
Split-Training bezeichnet eine Trainingsform im Kraftsport oder Bodybuilding, bei der unterschiedliche Muskelgruppen an unterschiedlichen Tagen trainiert werden.

## Funktionsweise
Nach einem Wachstumsanreiz durch Training benötigen Muskelpartien eine Ruhephase. Um diese Eigenschaft des Muskelaufbaus bestmöglich zu nutzen, wird beim Split-Training das Training auf bestimmte Muskelgruppen an einem Trainingstag beschränkt, sodass die Muskelgruppen des Vortages am Trainingstag sich weitestgehend regenerieren können. Im Gegensatz zum Ganzkörpertraining sind somit kürzere Trainingsintervalle möglich, z. B. 4er-, 5er- oder 6er-Splits in der Woche. Dem Split-Training liegt damit eine Sonderform der Periodisierung des sportlichen Trainings zu Grunde, da es sich um eine rhythmisierte Steigerung der Belastung handelt.

## Wirksamkeit
Ein Split-Training als solches ist grundsätzlich nicht effektiver als traditionelle Ganzkörper-Trainings. So kann beispielsweise bei einem Training zweimal die Woche kein Unterschied zwischen Ganzkörper- und Split-Trainings festgestellt werden. Allerdings kann durch die gestaffelten Ruhephasen öfter trainiert werden.

## Trainingsmethoden

### Push/Pull/Legs
Bei der Push/Pull/Legs-Methode (deutsch: Drücken/Ziehen/Beine) wird nach Bewegungsart während dem Training unterschieden. Am ersten Tag werden klassischerweise die Push-Muskeln trainiert, also jene Muskeln, die durch Drückbewegungen trainiert werden können. Am zweiten Tag folgen die Pull-Muskeln (Ziehbewegungen) und am dritten Tag werden üblicherweise die Beine und der Bauch trainiert.
Die großen Muskeln sind daher im Normalfall wie folgt aufgeteilt:
Push
- Brust
- Trizeps
- Vordere, mittlere und seitliche Schulter

Pull
- Rücken
- Bizeps
- Hintere Schulter

Legs
- Beine (Oberschenkel und Waden)
- Bauch

Die Wirksamkeit dieser Trainingsart wurde wissenschaftlich untersucht und bestätigt.

### Oberkörper/Unterkörper
Bei der Oberkörper/Unterkörper-Methode wird an einem Tag der Oberkörper (Brust, Rücken, Arme, Schulter) trainiert und am anderen Tag die Beinmuskulatur beansprucht. Der Bauch beziehungsweise Rumpf wird wahlweise am ersten oder zweiten Tag integriert.